# أدم بيتش
أدم بيتش هو ممثل كندي، ولد في 11 نوفمبر 1972 بمانيتوبا في كندا.

## أعمال

### أفلام
- (2001) جو القذر[5]
- (2002) ويند توكرز[6]
- (2005) أربعة إخوة[7]
- (2010) ذي سترانجر
- (2011) رعاة البقر والكائنات الفضائية[8][9]
- (2015) داخل متاهة الدب الأشيب
- (2016) الفرقة الانتحارية[10][11]

### مسلسلات
- الوحدة الخاصة للضحايا
- جاغ
- هاواي فايف أو

## وصلات خارجية
- أدم بيتش على موقع IMDb (الإنجليزية)
- أدم بيتش على موقع ألو سيني (الفرنسية)
- أدم بيتش على موقع أول موفي (الإنجليزية)
- أدم بيتش على موقع قاعدة بيانات الأفلام السويدية (السويدية)
- أدم بيتش على موقع إن إن دي بي (الإنجليزية)
- أدم بيتش على موقع قاعدة بيانات الفيلم (الإنجليزية)
- أدم بيتش على موقع كينوبويسك (الروسية)